# 長野宇平治
長野 宇平治（ながの うへいじ、慶応3年9月1日（1867年9月28日） - 昭和12年（1937年）12月14日）は、日本の建築家。日本建築士会初代会長。辰野金吾の弟子として知られ、数々の銀行建築を残した。越後国高田（現：新潟県上越市）生まれ。

## 概要
初期には和洋折衷意匠の奈良県庁舎等を設計し評価を得た。明治30年（1897年）日本銀行技師となり、辰野金吾工事顧問の指導下で、大阪・京都・小樽各支店等の明治期支店建築9件の設計監理に従事した。明治42年（1909年）日本初のコンペとなる台湾総督府庁舎設計競技に当選した後、大正元年日銀を辞し台湾総督府嘱託を一時務めるとともに、大正2年（1913年）自営の設計事務所を開設し、日銀岡山支店や大倉精神文化研究所等の古典主義様式の建築を設計した。また大正6年（1917年）には日本建築士会（後の日本建築家協会）初代会長となり、建築家の職能確立のために建築士法の制定をめざした。昭和2年（1927年）日銀本店修増築のために臨時建築部が設けられると再び日銀技師長となり、本店修増築・広島・松江各支店等の昭和期本支店建築4件を設計監理した。昭和13年（1938年）本店増築工事竣工を目前にした昭和12年暮れに死去した。
長野宇平治が手がけた戦前の日銀本支店建築は、大正12年（1923年）関東大震災で被災した本店本館を恩師辰野の設計通りに修理保存したのを含めると、明治時代のものが4件、大正時代のものが1件、昭和時代のものが3件、計8件が現存する。また日銀以外の銀行建築も、明治・昭和の前後2回の日銀時代、及び大正年間の設計事務所時代を通じて設計しており、現存するものもある。

## 略年譜

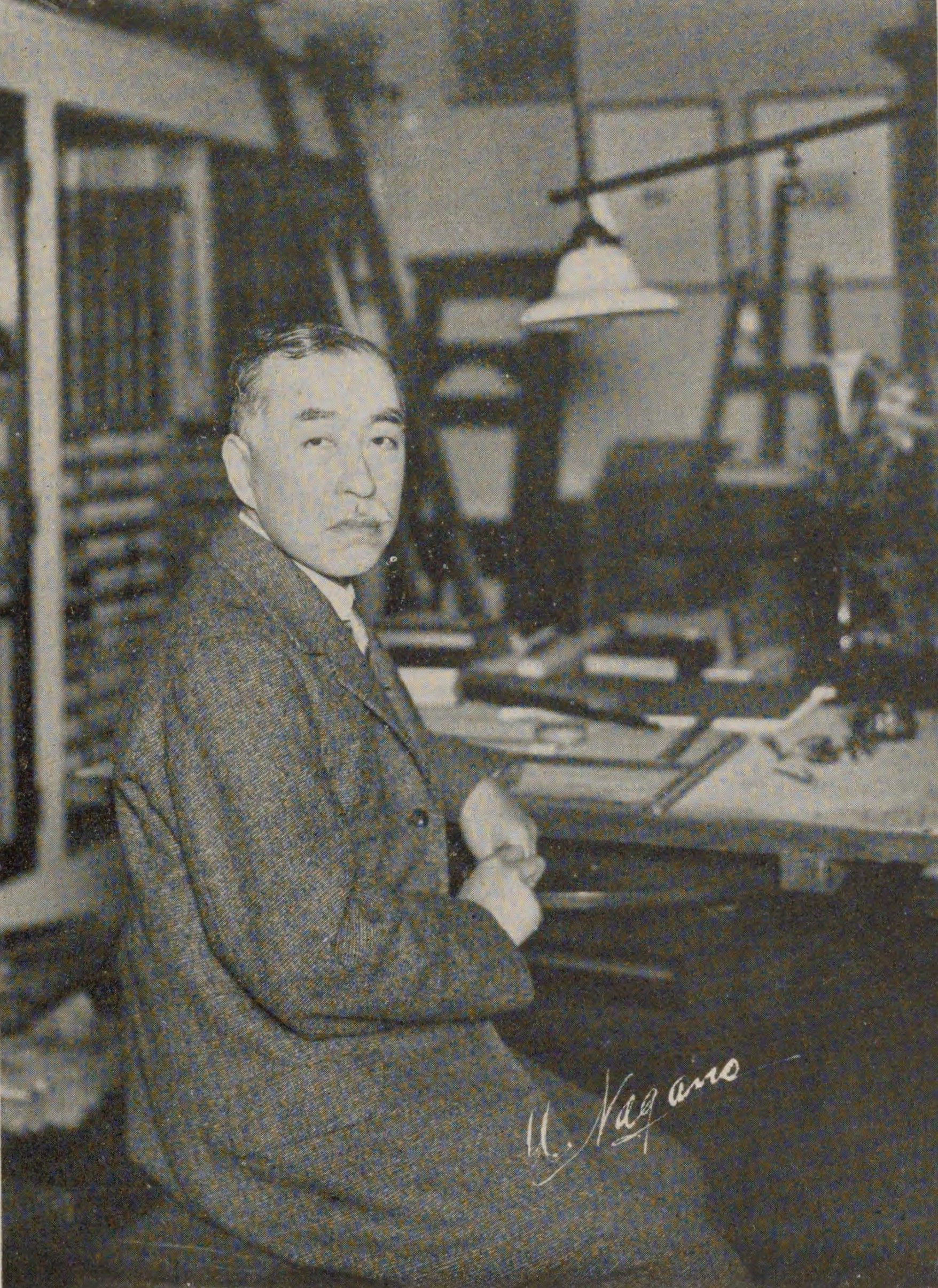
長野宇平治

- 1867年9月27日 - 高田下呉服町の名主長野孫次郎の長男として生まれた。祖父・孫次右衛門は旅籠、父は酒造業を営んで財をなしたが、維新後、父が手を出した相場で財を使い尽くした。生家が没落したため宇平治の中学進学は危ぶまれたが、親類縁者の支援により尋常中学を卒業している。生家跡は第百三十九国立銀行となった[1]。
- 1884年（明治17年）- 高田学校卒業、共立学校で進学準備
- 1885年（明治18年）- 第一高等中学校予科入学
- 1890年（明治23年）- 第一高等中学校本科卒業
- 1893年（明治26年）- 帝国大学工科大学造家学科卒業
- 1893年（明治26年）- 横浜税関嘱託（1894/明治27年まで）
- 1894年（明治27年）- 奈良県嘱託（1896/明治29年まで）
- 1897年（明治30年）- 日本銀行技師（1912/大正元年まで）
- 1900年（明治33年）- 日本銀行大阪支店臨時建築部技師長
- 1909年（明治42年）- 台湾総督府庁舎設計競技に応募し乙賞当選（甲賞無し）
- 1912年（大正元年）- 台湾総督府嘱託（1914/大正3年まで）
- 1913年（大正2年）- 建築設計監督事務所を開設
- 1914年（大正3年）- 全国建築士会第一回会合が開かれる（後の日本建築家協会）
- 1915年（大正4年）- 工学博士
- 1917年（大正6年）- 日本建築士会第七回会合で初代会長に選出
- 1918年（大正7年）- 11月渡米（翌年2月まで）
- 1927年（昭和2年）- 日本銀行本店増築臨時建築部技師長（死去まで）
- 1937年（昭和12年）- 死去、満70歳

## 主な作品

### 日本銀行本支店
- 日本銀行本店本館（1896/明治29年）現存・重文（A）
- 日本銀行門司支店（1898/明治31年）
- 日本銀行大阪支店（1903/明治36年）現存（B）
- 日本銀行広島支店（1905/明治38年）
- 日本銀行名古屋支店（1906/明治39年）
- 日本銀行京都支店（1906/明治39年）現存・重文（C）→ 京都府京都文化博物館別館
- 日本銀行金沢支店（1909/明治42年）
- 日本銀行函館支店（1911/明治44年）
- 日本銀行小樽支店（1912/明治45年）現存（D）→ 日本銀行旧小樽支店金融資料館
- 日本銀行福島支店（1913/大正2年）
- 日本銀行岡山支店（1922/大正11年）現存（E）→ ルネスホール
- 日本銀行神戸支店（1927/昭和2年）
- 日本銀行松山支店（1932/昭和7年）
- 日本銀行広島支店（1936/昭和11年）現存（F）→ 旧日本銀行広島支店
- 日本銀行松江支店（1937/昭和12年）現存（G）→ カラコロ工房
- 日本銀行本店別館（1938/昭和13年）現存（H）

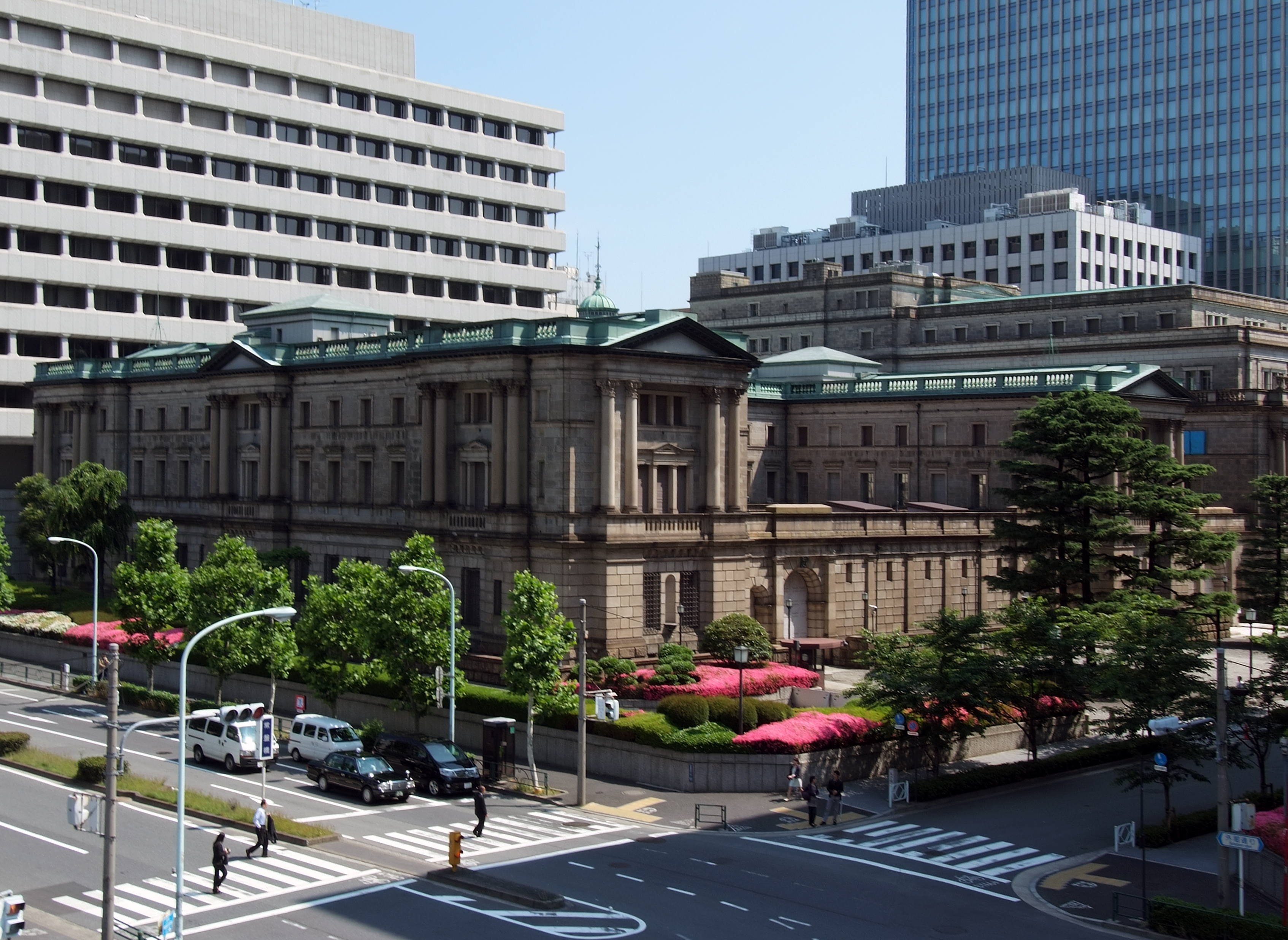
日本銀行本店本館 （A）
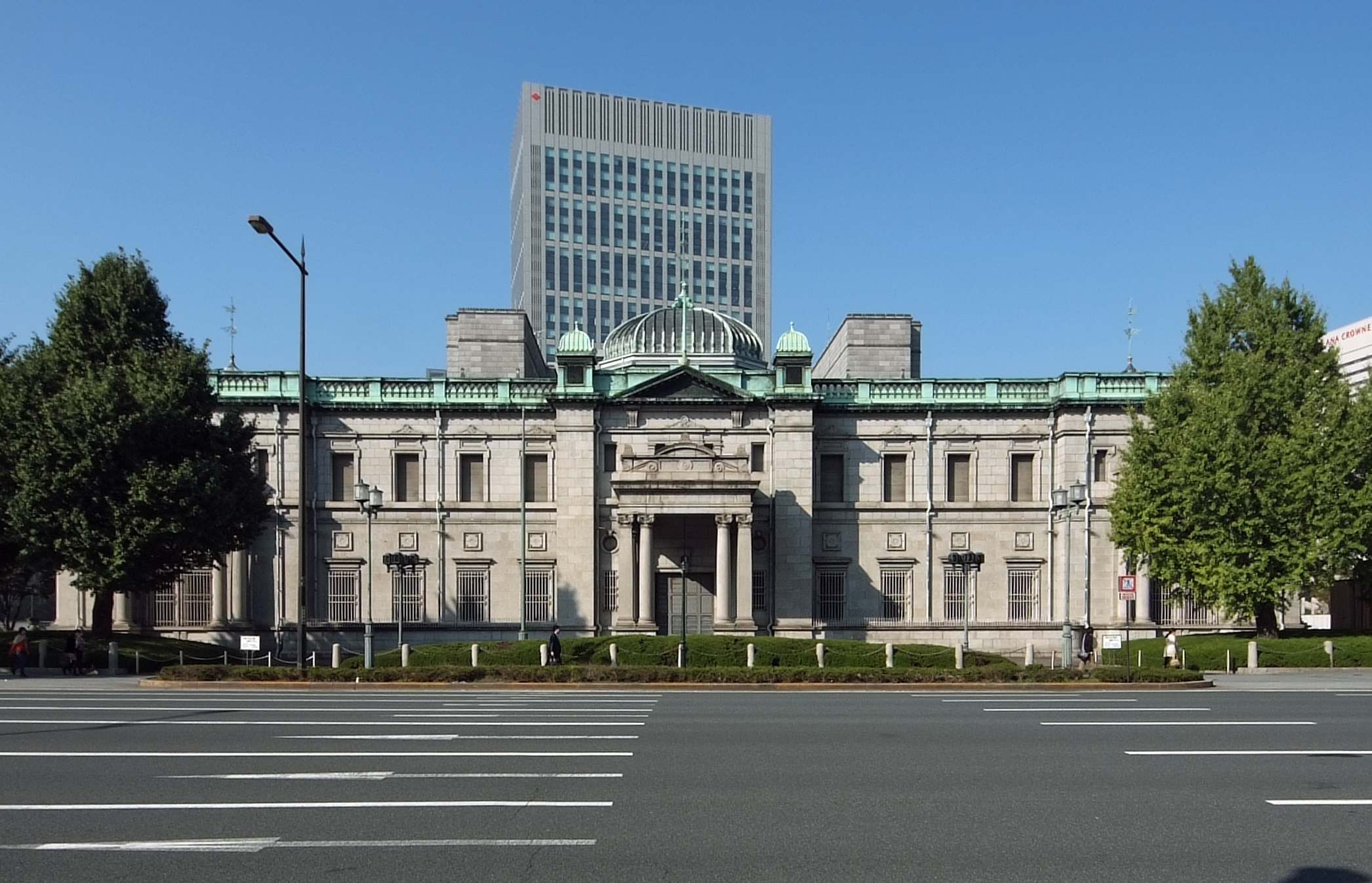
日本銀行大阪支店 （B）
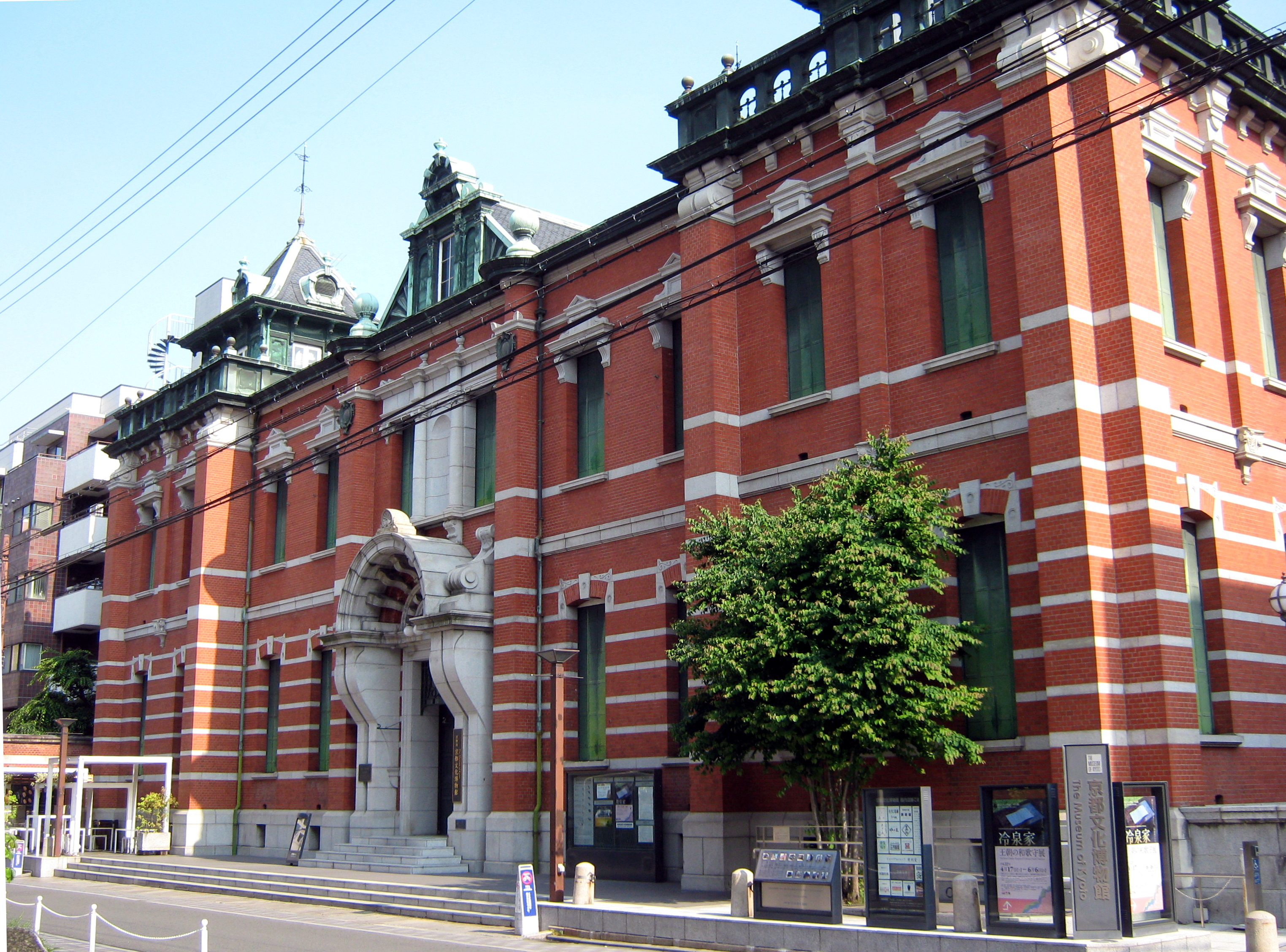
旧日本銀行京都支店 （C）
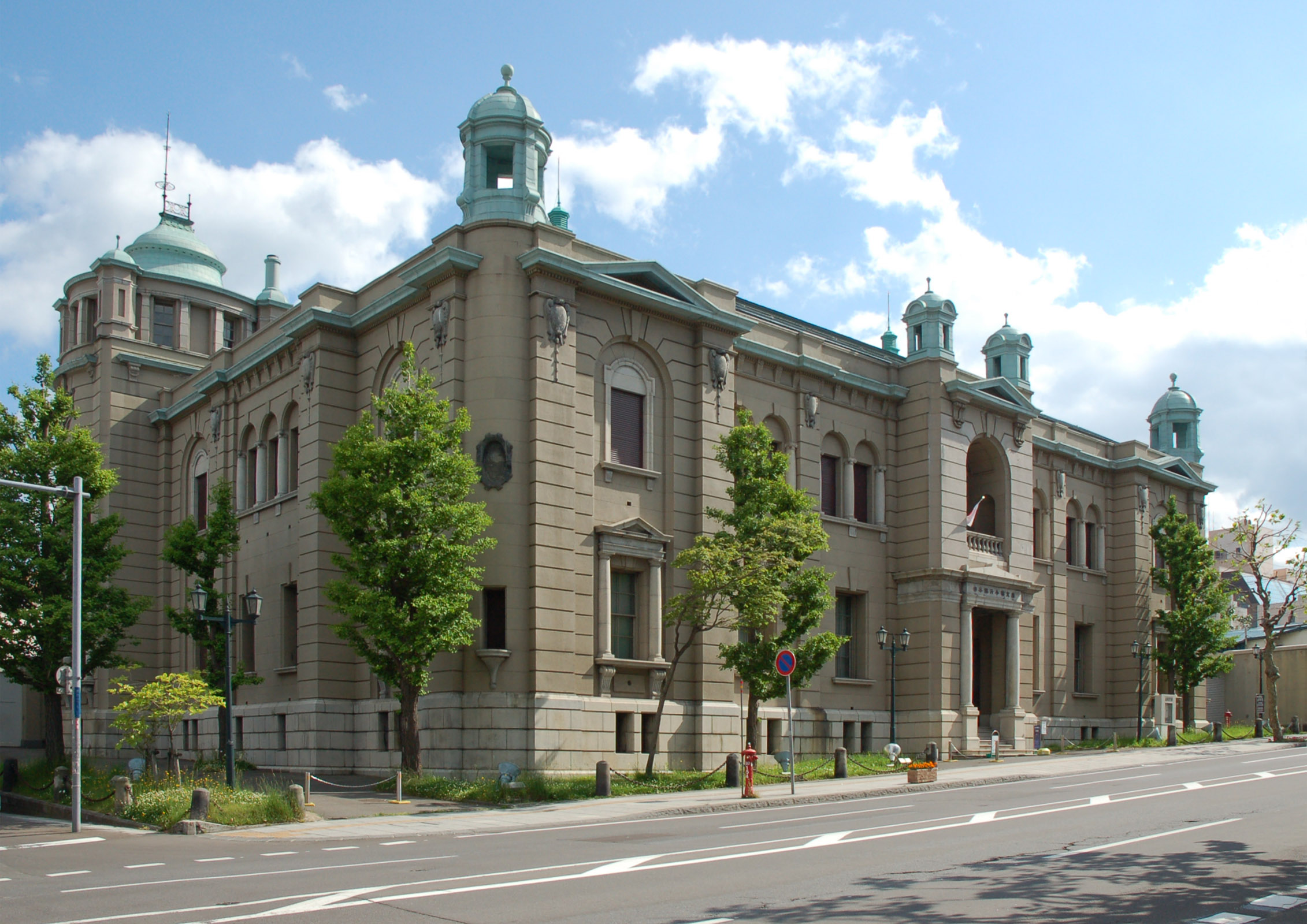
旧日本銀行小樽支店 （D）
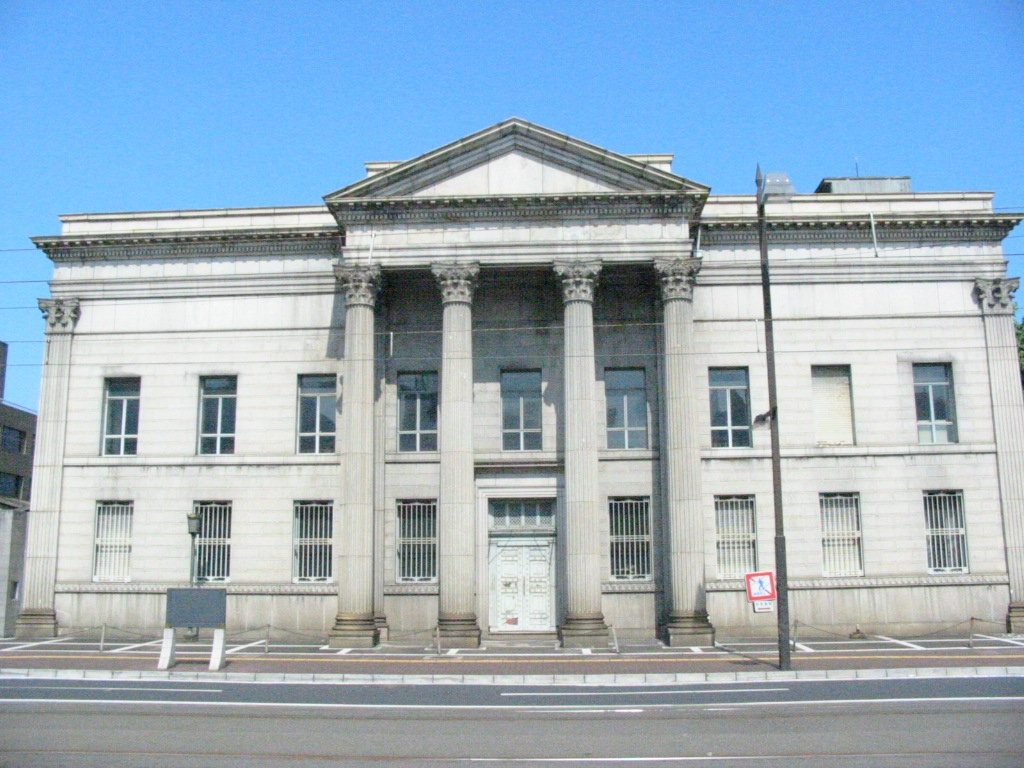
旧日本銀行岡山支店 （E）
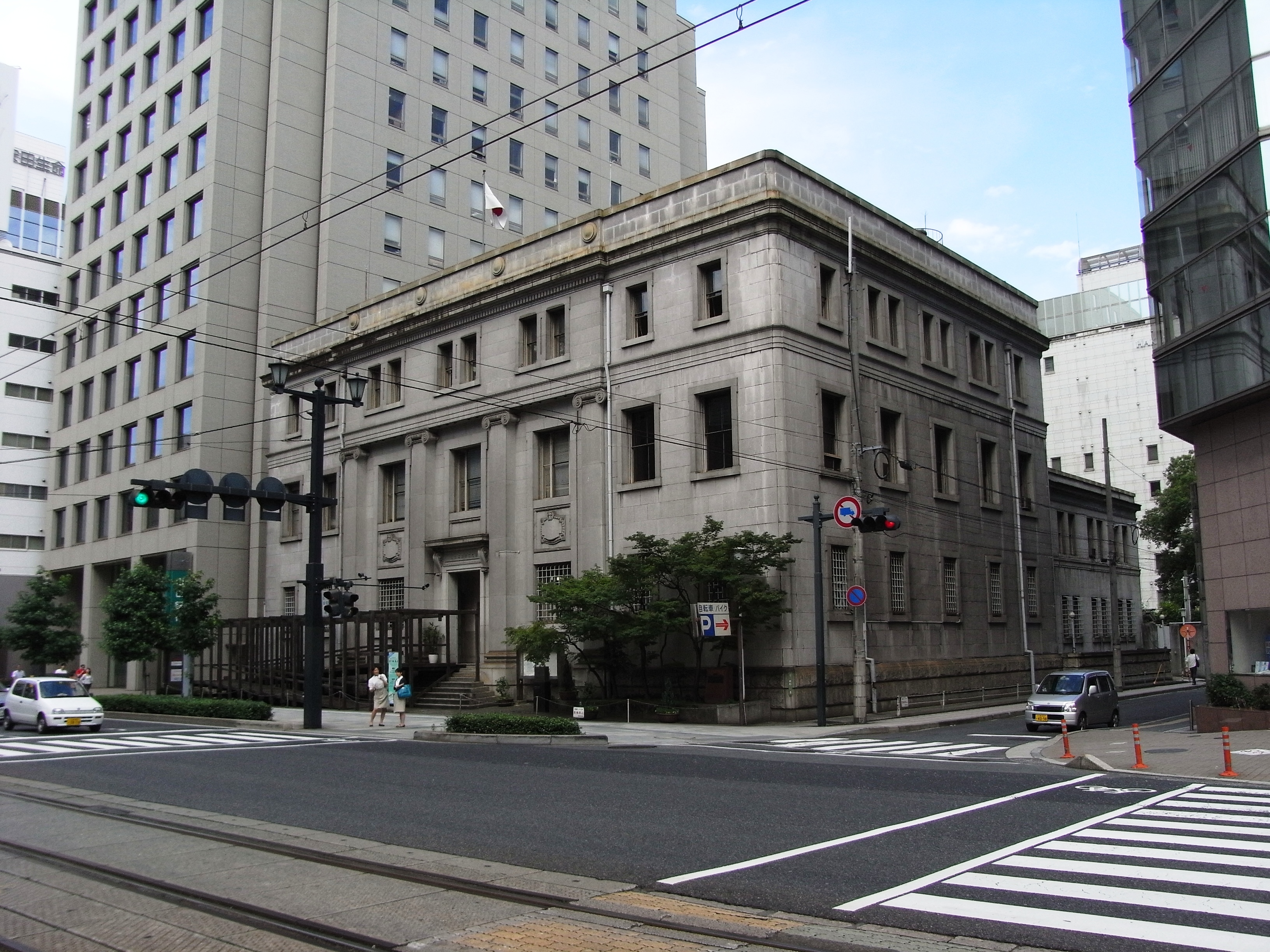
旧日本銀行広島支店 （F）
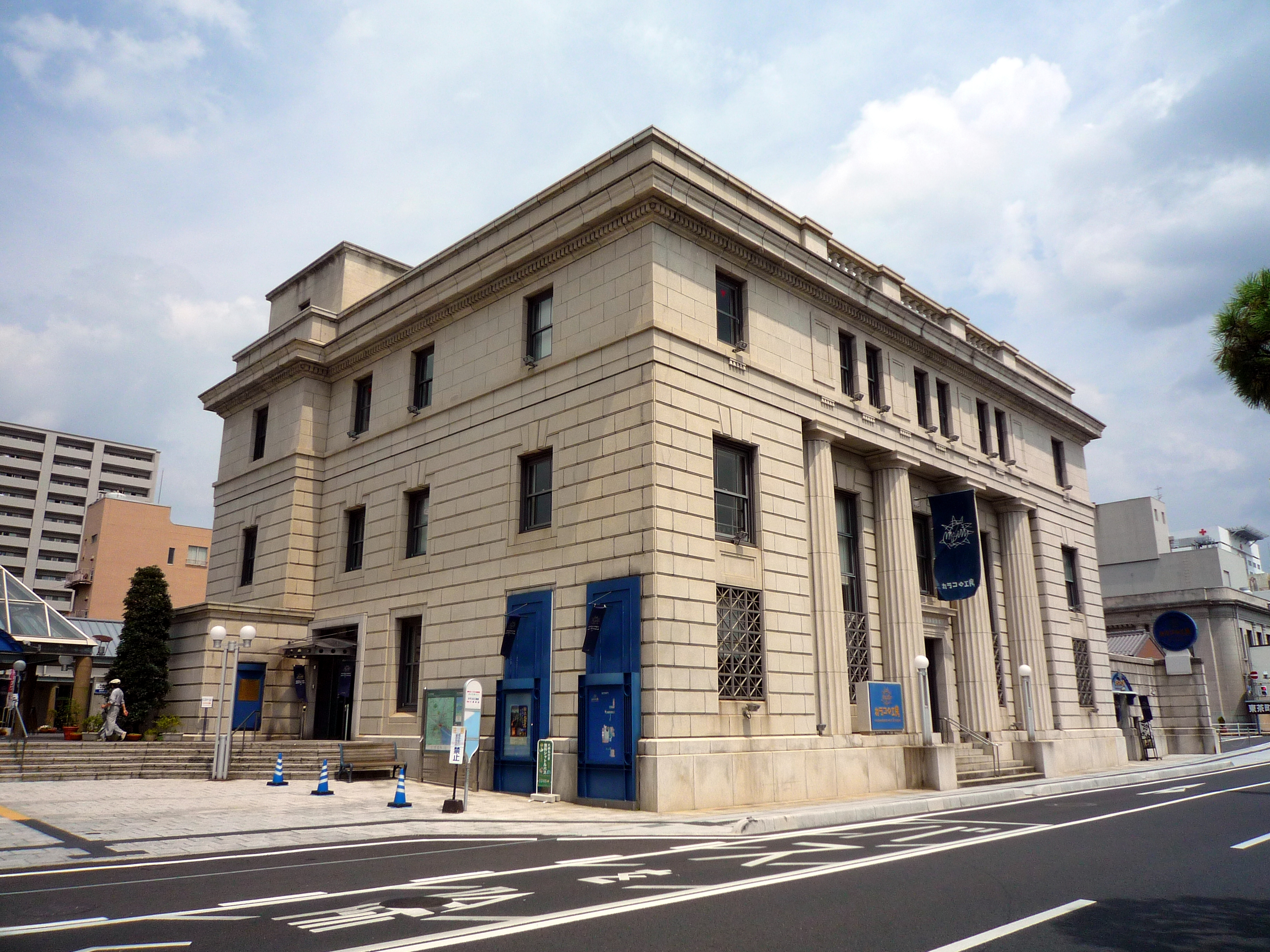
旧日本銀行松江支店 （G）
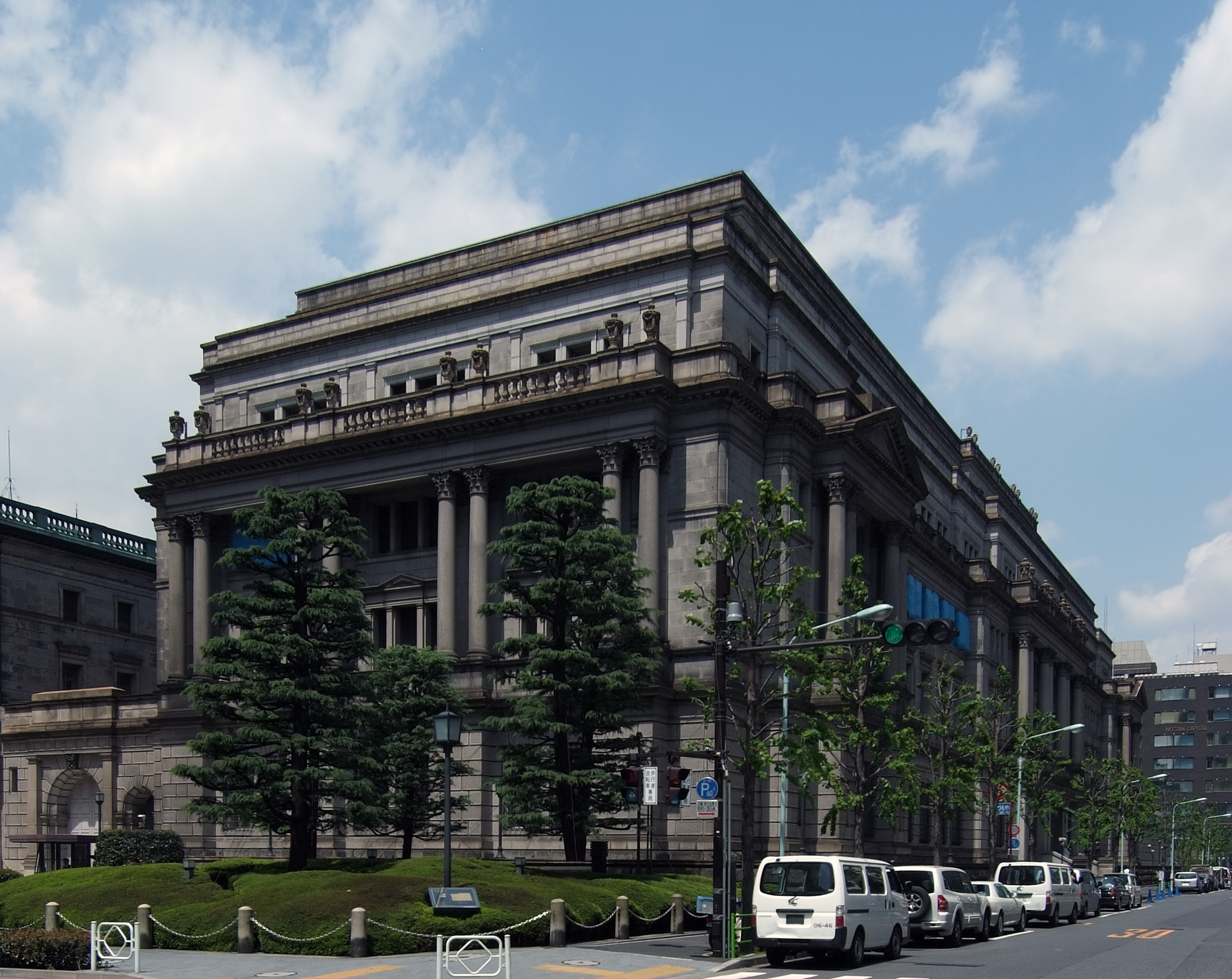
日本銀行本店増築部 （H）

### その他
- 旧奈良県庁（1895/明治28年）解体保存
- 菅原神社（1906/明治39年）本殿のみ現存、上越市清里区
- 周防銀行本店（1907/明治40年）現存 → 柳井市町並み資料館
- 北海道銀行本店（1912/明治45年）現存（I）→ 北海道中央バス本社ビル
- 三井銀行神戸支店（1916/大正5年）第一勧業銀行神戸支店として使われたのち、1995年に解体
- 台湾総督府庁舎（1919/大正8年）現存（J）→ 総統府[2]
- 横浜正金銀行青島支店（1919/大正8年）現存 → 青島銀行館陶路支行
- 三井銀行下関支店（1919/大正8年）現存（K）→ 山口銀行別館
- 三井銀行広島支店（1925/大正14年）一部現存[3]（L）→ 広島アンデルセン
- 六十八銀行奈良支店（1926/大正15年）現存（M）→ 南都銀行本店
- 大倉精神文化研究所（1932/昭和7年）現存（N）→ 横浜市大倉山記念館

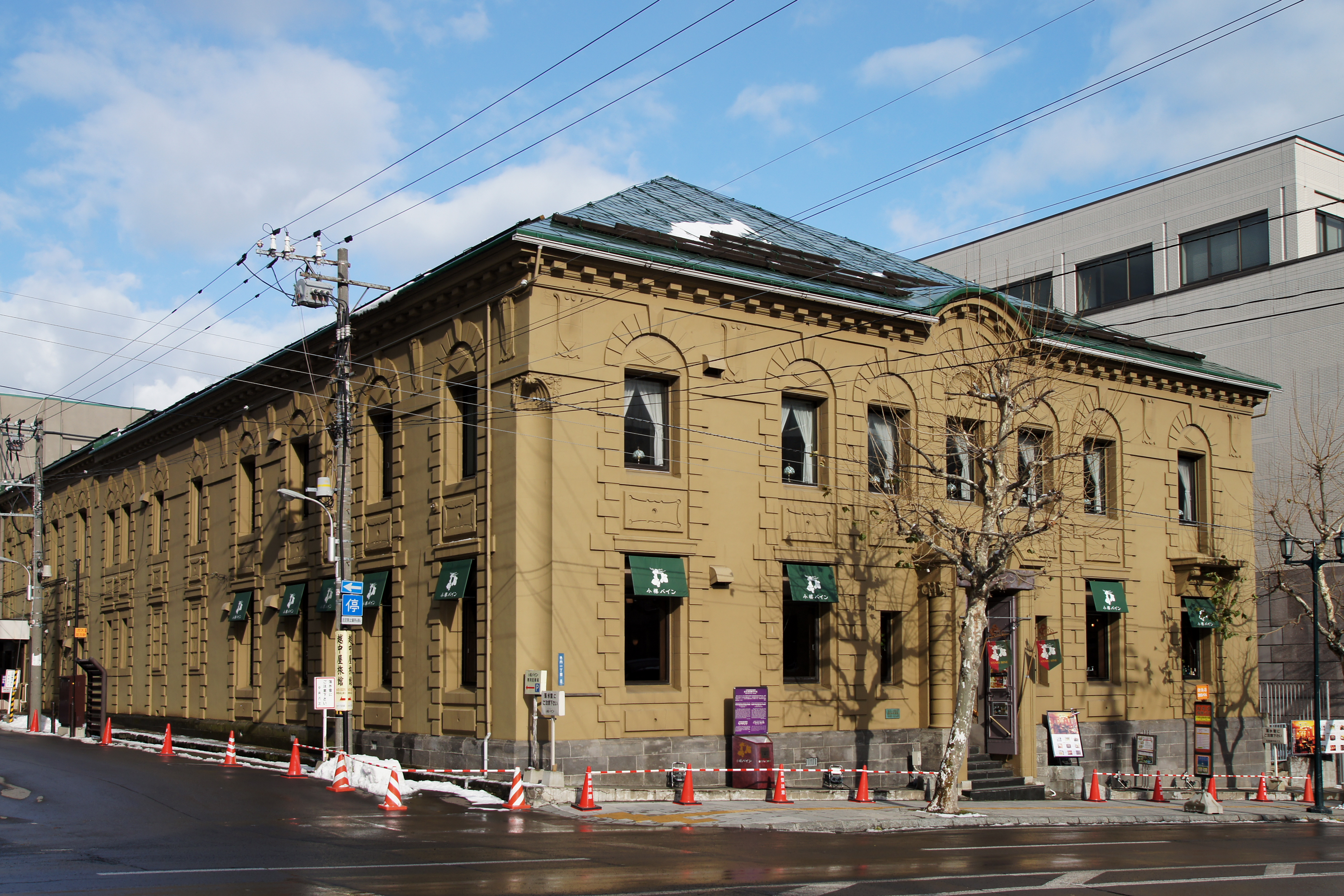
旧北海道銀行本店 （I）
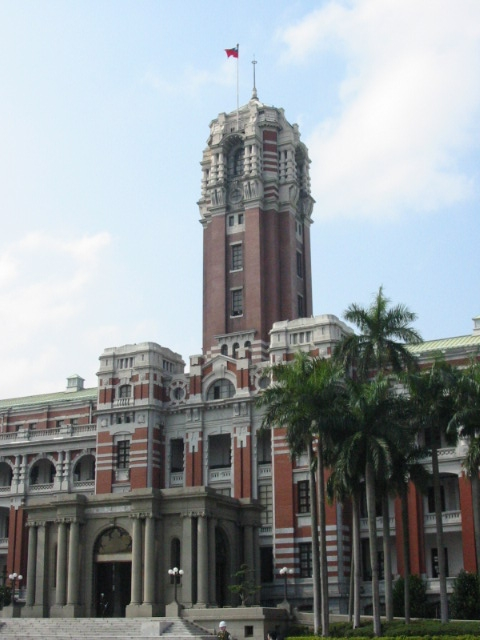
旧台湾総督府庁舎 （J）
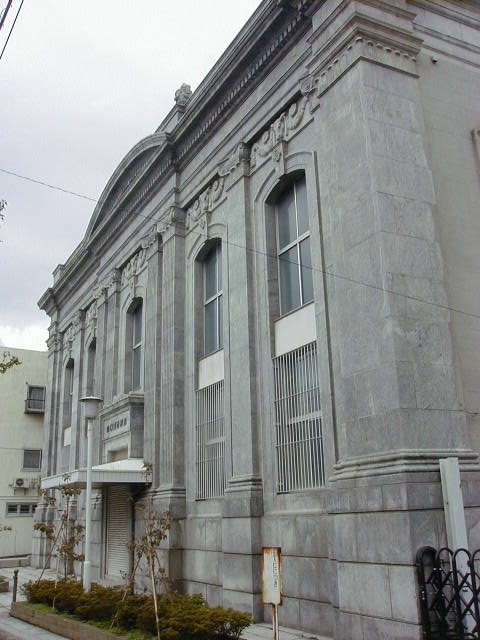
旧三井銀行下関支店 （K）
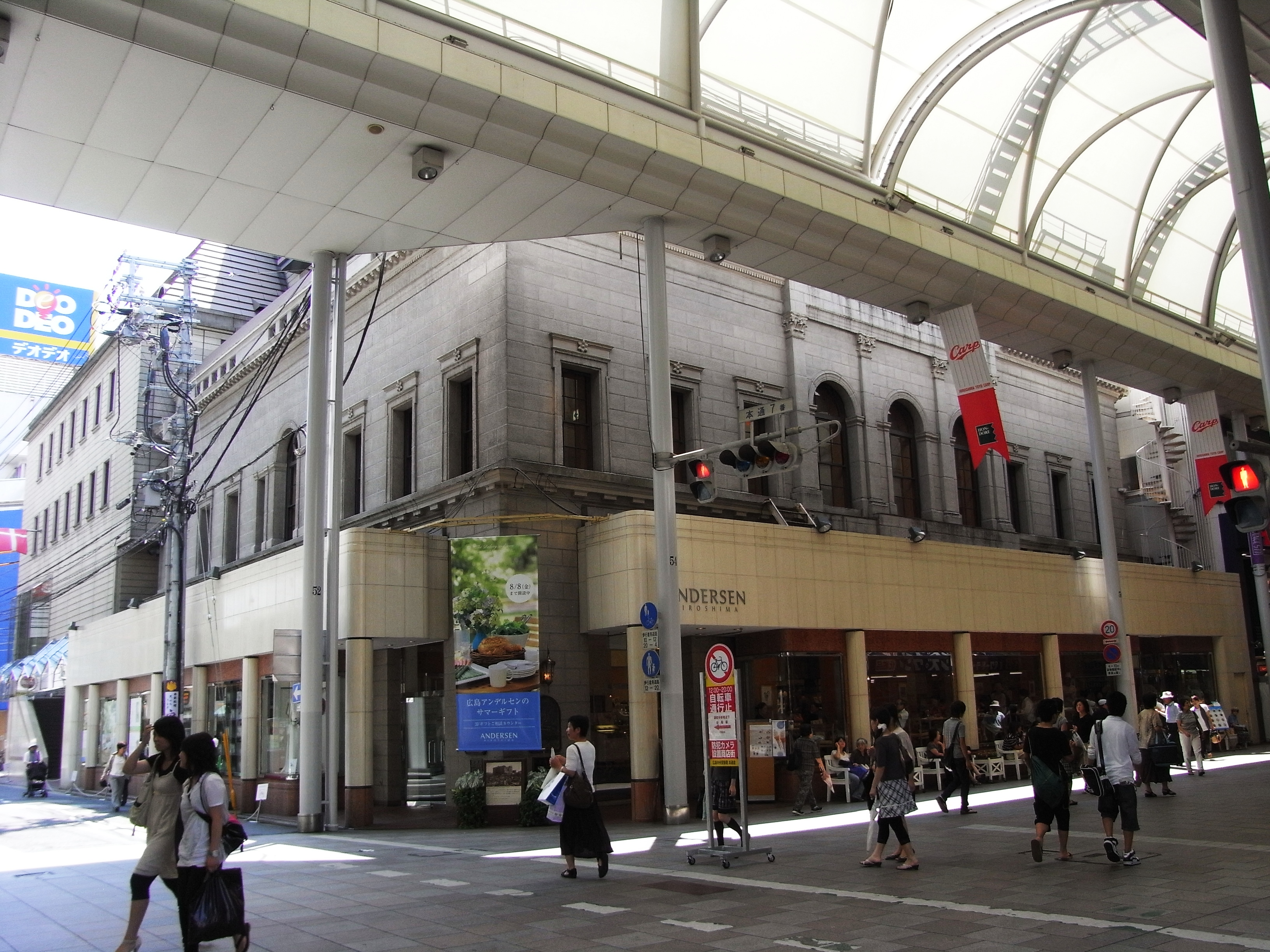
旧三井銀行広島支店 （L）
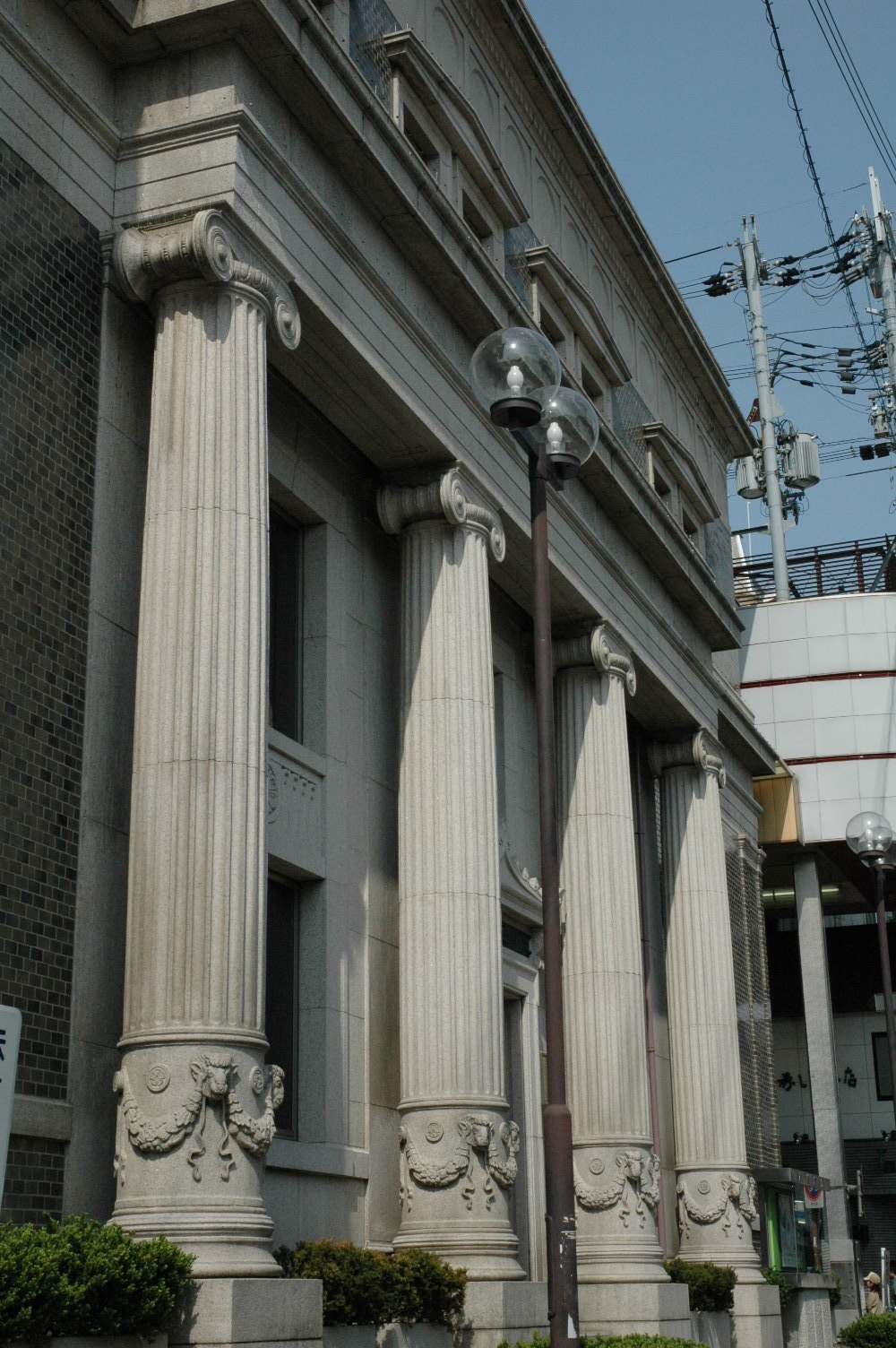
旧六十八銀行奈良支店 （M）
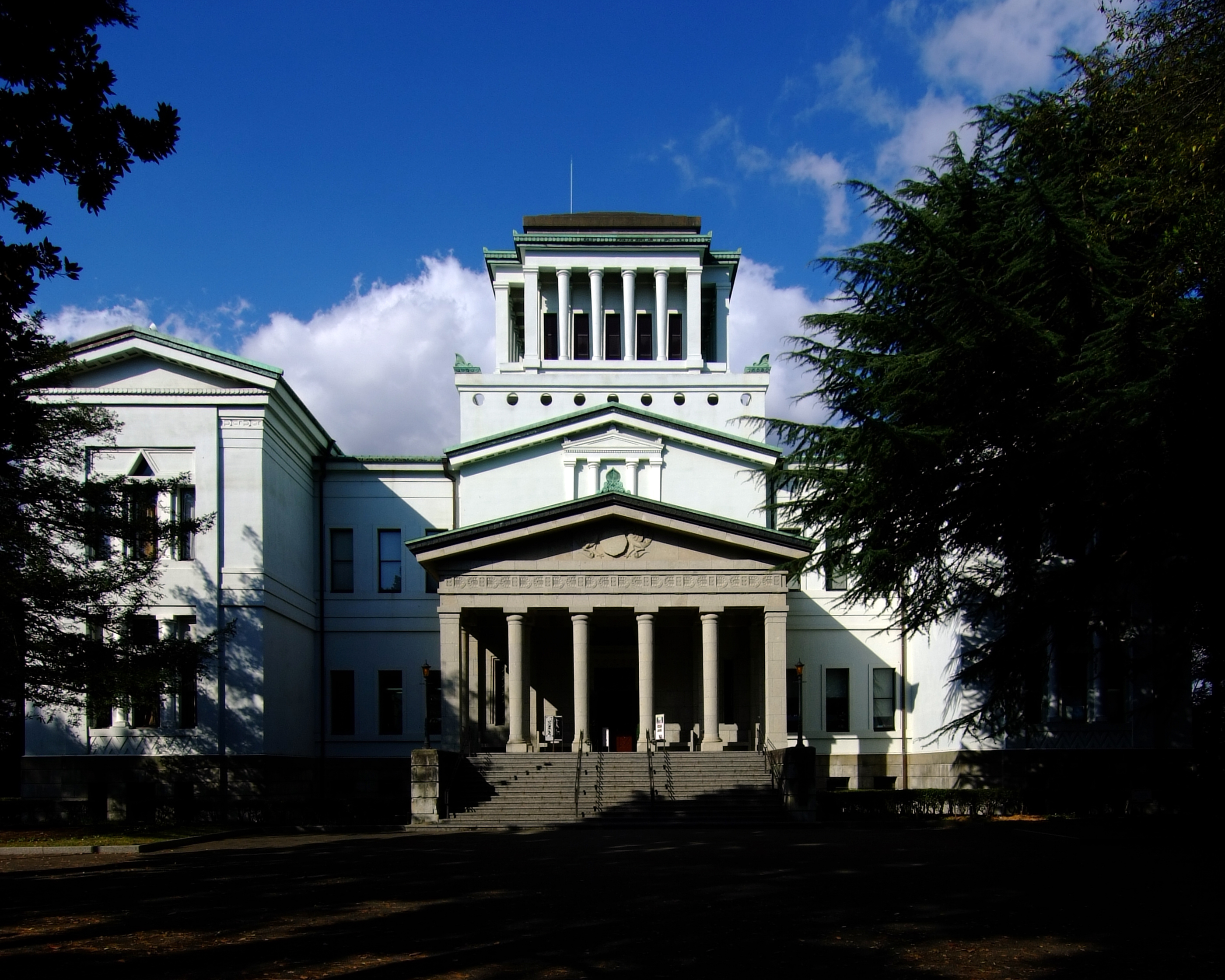
旧大倉精神文化研究所 （N）

1. ↑  近代建築家列伝
2. ↑  ただし森山松之助らにより大きな変更が加えられた。
3. ↑  原爆被災からの復旧、及びアンデルセンの店舗建て替えにより、長野の設計部分が一部現存するに留まっている。